# 维塔利·库什纳廖夫
维塔利·瓦西里耶维奇·库什纳廖夫（羅馬化：Vitaliy Vasil'yevich Kushnaryov；1975年5月1日—）是俄罗斯政治人物，第八届国家杜马代表。
1998年至2003年，库什纳廖夫担任煤炭工业重组首席专家，后来担任白卡利特瓦政府投资集团负责人。2004年至2010年，他先后领导白卡利特瓦区煤炭工业重组部门和工业与建设部门。他辞去职务，成为罗斯托夫州州长瓦西里·戈卢别夫的助理。2014年，他被任命为罗斯托夫州交通部长。2016年至2019年，库什纳廖夫领导顿河畔罗斯托夫政府。2021年9月起，他担任第八届国家杜马代表。

## 制裁
库什纳廖夫于2022年因俄乌战争而受到加拿大和英国政府制裁。